# Африканские слоны
Африканские слоны (лат. Loxodonta) — род африканских млекопитающих отряда хоботных. Предположительно включает два современных вида: саванный слон (Loxodonta africana (L. Blumenbach, 1797)) и лесной слон (Loxodonta cyclotis (Paul Matschie, 1900)). Последние исследования ДНК африканских слонов дают возможность предполагать, что эти два вида рода Loxodonta появились 1,9 и 6 миллионов лет назад. До недавнего времени они считались подвидами (Loxodonta africana africana и L. africana cyclotis). Это самые крупные наземные животные, их масса может превышать 6 тонн.
От индийских слонов отличаются двумя хватательными отростками на конце хобота и одним наростом (шишкой) на лбу (у индийских слонов один хватательный отросток и два нароста на лбу).
Изменение в систематике группы произойдёт, если выводы исследователей будут одобрены экспертной группой по африканским слонам (African Elephant Specialist Group (AfESG)). По данным палеогенетиков, африканские саванный и лесной слоны разделились примерно 5—2 млн лет назад. Последние 500 тыс. лет они обитали изолированно друг от друга и не скрещивались.
У саванного слона есть также пустынная популяция или подвид.
В начале XX века в Африке обитало около 20 млн слонов. К 1980 году их численность сократилась до 1,2 млн, во многом, из-за охоты на них ради слоновой кости.
По оценкам на 2016 год, в дикой природе осталось около 415 тысяч африканских слонов, из них около четверти составляют лесные слоны. С 2006 года численность африканских слонов сократилась примерно на 110 000.

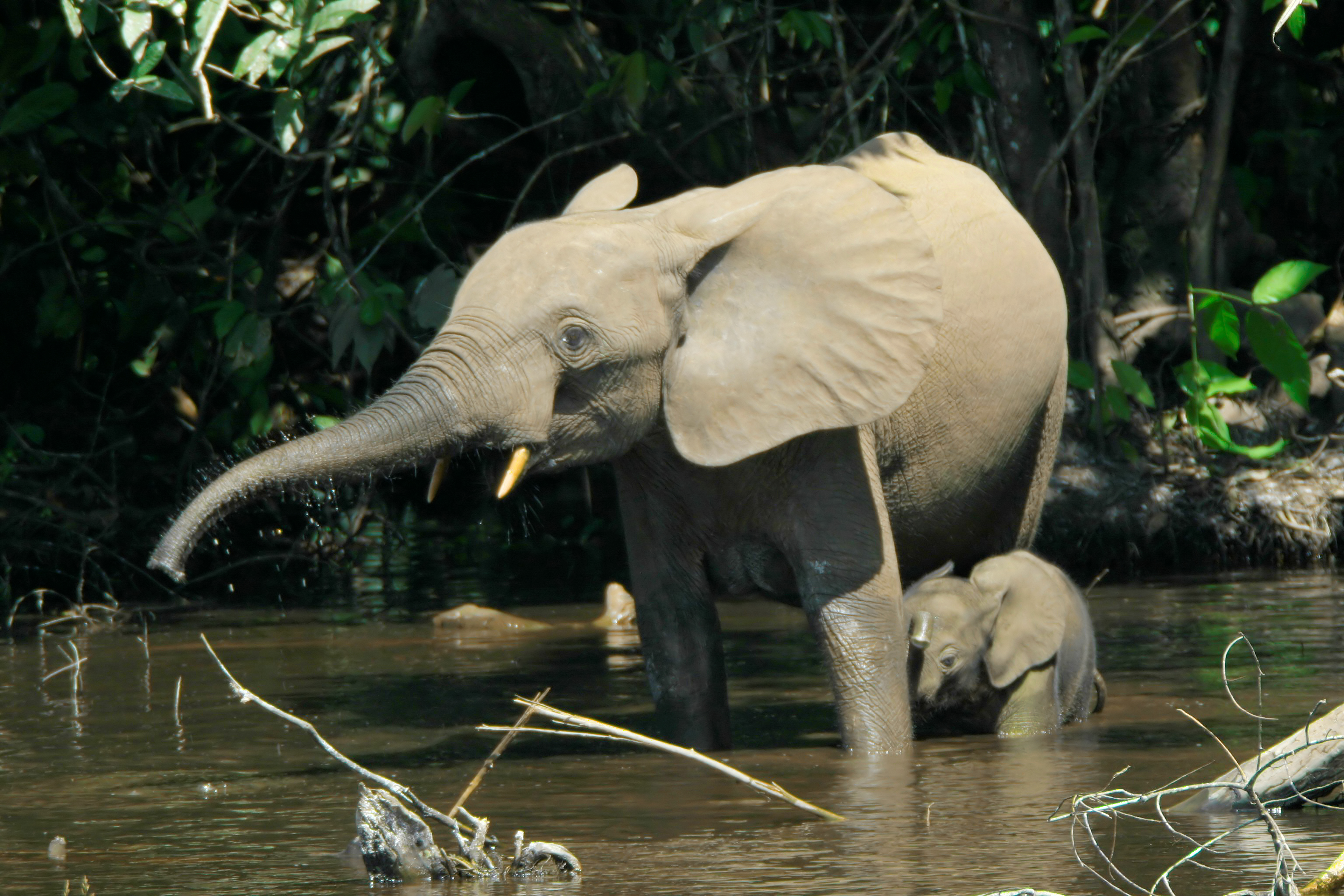
Лесной слон в национальном парке Нуабале-Ндоки в Конго

## Внешний вид
Саванный слон характеризуется массивным тяжёлым телом, большой головой на короткой шее, толстыми конечностями, огромными ушами, верхними резцами, превратившимися в бивни, длинным мускулистым хоботом.
Согласно «Книге рекордов Гиннесса», это самое крупное наземное млекопитающее. Самым крупным экземпляром из когда-либо зарегистрированных был самец, застреленный в 1955 году в Анголе, его масса составила 10886 кг, по другим данным - 12,0 тонн. Однако в «Книге рекордов Гиннеса» (1976 год) указано, что максимальный достоверно измеренный вес слона составляет 6640 кг.
Длина тела достигает 6—7,5 м, высота в плечах (наивысшая точка тела) — 3—3,8 м. Средняя масса тела у самок 3 тонны, самцов — 5 тонн.

### Зубы
Зубная формула африканского слона, как и азиатского, {\displaystyle I{1 \over 0}C{0 \over 0}P{3 \over 3}M{3 \over 3}}. Половой диморфизм выражен не только в массе тела, но и в размерах бивней — у самцов они значительно крупнее: их длина составляет 2,4—2,5 м при массе до 60 кг. Самый крупный из известных бивней достигал 4,1 м при массе 148 кг, однако самые тяжёлые бивни были у слона, убитого в 1898 году у Килиманджаро, — по 225 кг. Бивни продолжают расти на протяжении всей жизни слона и служат индикатором его возраста. Помимо бивней у слона всего 4—6 коренных зубов, которые в течение жизни сменяются по мере изнашивания. При смене новые зубы вырастают не под старыми, а дальше на челюсти, постепенно оттесняя старые зубы вперёд. Коренные зубы очень велики, массой до 3,7 кг при длине 30 см и ширине 10 см. Меняются они 3 раза в течение жизни слона: в 15 лет молочные зубы сменяются постоянными, следующая смена зубов происходит в 30 и в 40 лет. Последние зубы изнашиваются к 65—70 годам, после чего животное теряет возможность нормально питаться и умирает от истощения и голода.
Подобно тому, как люди бывают правшами и левшами, разные слоны чаще используют правый или левый бивень. Это можно определить по степени изношенности бивня и его более скруглённому кончику.

### Хобот
Хобот представляет собой длинный гибкий отросток, образованный сросшимися между собой носом и верхней губой. У африканского слона хобот оканчивается 2 отростками, дорзальным и вентральным. Обычная длина хобота — около 1,5 м, масса — 135 кг. Благодаря сложной системе мускулов и сухожилий хобот обладает большой подвижностью и силой. С его помощью слон способен как подобрать мелкий предмет, так и поднять груз массой в 250—275 кг. Хобот слона способен удержать в себе 7,5 литров воды.

### Другие особенности
Огромные уши (длиной от основания до вершины 1,2—1,5 м) являются эволюционным приспособлением к жаркому климату. За счёт большой площади и развитого кровоснабжения они помогают слону избавляться от избытка тепла. Двигая ушами, слоны обмахиваются ими, как веером.
Рисунок вен на поверхности ушей слона так же индивидуален, как и отпечатки пальцев у человека. С его помощью можно идентифицировать слона. Помогают в идентификации также дыры и надрывы на краях ушей.
Кожа, окрашенная в тёмно-серый цвет, достигает толщины 2—4 см и изрезана сетью морщин. Молодые слоны покрыты тёмными волосами, которые с возрастом вытираются, только на конце хвоста остаётся длинная чёрная кисточка. Несмотря на толщину, кожа слонов чувствительна к различным повреждениям и укусам насекомых и нуждается в регулярном уходе. Чтобы защитить её от солнца и насекомых, слоны принимают пылевые и грязевые ванны, а также купаются в водоёмах. Возрастная депигментация некоторых участков кожи с последующим их окрашиванием в розоватый цвет, характерная для азиатских слонов, у африканских почти не наблюдается.
Длина хвоста — 1—1,3 м, количество хвостовых позвонков — до 26 (меньше, чем у азиатского слона). На задних конечностях — 5 копыт, число копыт на передних конечностях варьирует от 4 до 5. Своеобразное устройство подошв (особая пружинящая масса, расположенная под кожей) делает походку слонов практически бесшумной. Благодаря ему слоны способны передвигаться по болотистой местности: когда животное вытягивает ногу из трясины, подошва принимает форму суженного книзу конуса, когда ступает — подошва расплющивается под тяжестью тела, увеличивая площадь опоры.

## Распространение
Исторически ареал африканского слона простирался по всей Африке южнее Сахары. В древности он (либо отдельный вид Loxodonta pharaonensis) водился также в Северной Африке, но полностью вымер ещё в VI веке н. э. В настоящее время почти непрерывный в прошлом ареал сильно разорван, особенно в Западной Африке. Площадь распространения слонов сократилась с 30 млн км² до 5,3 млн км² (2003). Африканский слон полностью вымер в Бурунди, Гамбии и Мавритании (IUCN 2004). Северная граница ареала проходит примерно по 16° 4’ с. ш., изолированная популяция сохранилась севернее, в Мали. Несмотря на обширную область распространения, слоны в основном сосредоточены в национальных парках и резерватах.

## Таксономия
От азиатского слона (Elephas maximus) африканского слона отличают бо́льшие размеры, более тёмный окрас, «седловина» на спине, длинные бивни у слонов обоих полов, два отростка на конце хобота. Для азиатского слона характерны две выпуклости на лбу, тогда как у африканского лоб гладкий, менее выпуклый и срезанный назад.
Менее крупный лесной слон (Loxodonta africana cyclotis), обитающий в джунглях, на основании исследований генома, морфологических и поведенческих различий в настоящее время выделен в отдельный вид Loxodonta cyclotis. Предположительно, два вида рода Loxodonta разошлись не менее 2,5 млн лет назад, однако они могут скрещиваться и давать гибриды. В списках Международной Красной книги оба вида африканских слонов фигурируют под общим названием Loxodonta africana. Выделение третьего вида, восточно-африканского слона, находится под вопросом.
Саванный слон отличается от лесного слона более крупными размерами, редким волосяным покровом, треугольной формой ушей, серым (а не коричневатым) окрасом и толстыми, искривлёнными бивнями.

## Образ жизни
Населяют самые разнообразные ландшафты (за исключением тропических лесов и пустынь) до 3660 м над уровнем моря, изредка встречаются вплоть до 4570 м над уровнем моря. Основным требованием к местообитанию являются доступность пищи, наличие тени и наличие свежей воды, от которой слоны, однако, могут удаляться более чем на 80 км.

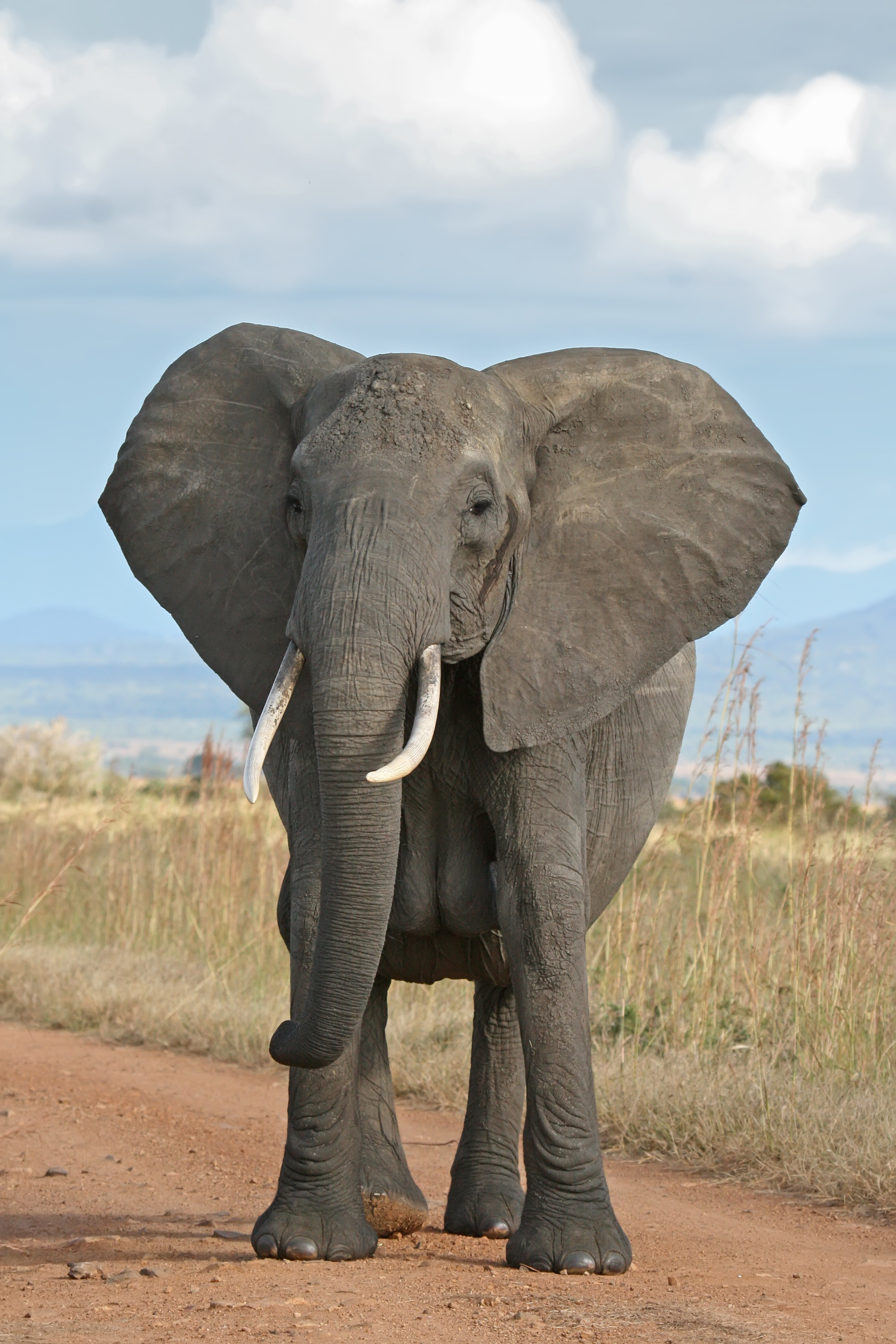
Самка в национальном парке Микуми, Танзания

Активны как днём, так и ночью, однако активность снижается в наиболее жаркие часы. В районах с высокой активностью людей переходят на ночной образ жизни. По наблюдениям в течение суток африканский слон 13 % времени тратит на отдых, 74 % — на кормление, 11 % — на переходы и 2 % — на остальную активность. Пик кормления приходится на утренние часы.
Слоны плохо видят (на расстоянии не более 20 м), однако у них прекрасное обоняние и слух. Для коммуникации используют большое число визуальных сигналов и прикосновений, а также широкий репертуар вокализаций, включая известные всем громкие трубные звуки. Исследования показали, что крики слонов содержат инфразвуковые компоненты (14—35 Гц), благодаря чему они слышны на большие расстояния (до 10 км). В целом когнитивные и перцептивные способности африканских слонов изучены слабее, чем у азиатских.
Несмотря на массивное сложение, слоны удивительно подвижны. Они хорошо плавают или передвигаются по дну водоёма, выставив над водой только хобот. Обычная скорость передвижения — 2—6 км/ч, но на короткое время животные могут развивать скорость до 35—40 км/ч. Спят слоны стоя (хотя иногда могут и лечь), собравшись вместе в плотную группу, только детёныши ложатся на бок на землю. Сон продолжается порядка 40 минут.
На слонов могут стаями нападать сухопутные пиявки. Чтобы избавиться от присосавшейся пиявки, слон, взяв хоботом ветку, скребёт ею по своему телу. Если слон до пиявки дотянуться не может, то становится нервным и раздражительным. И тогда другой слон помогает ему освободиться от кровососов.

### Питание и миграции

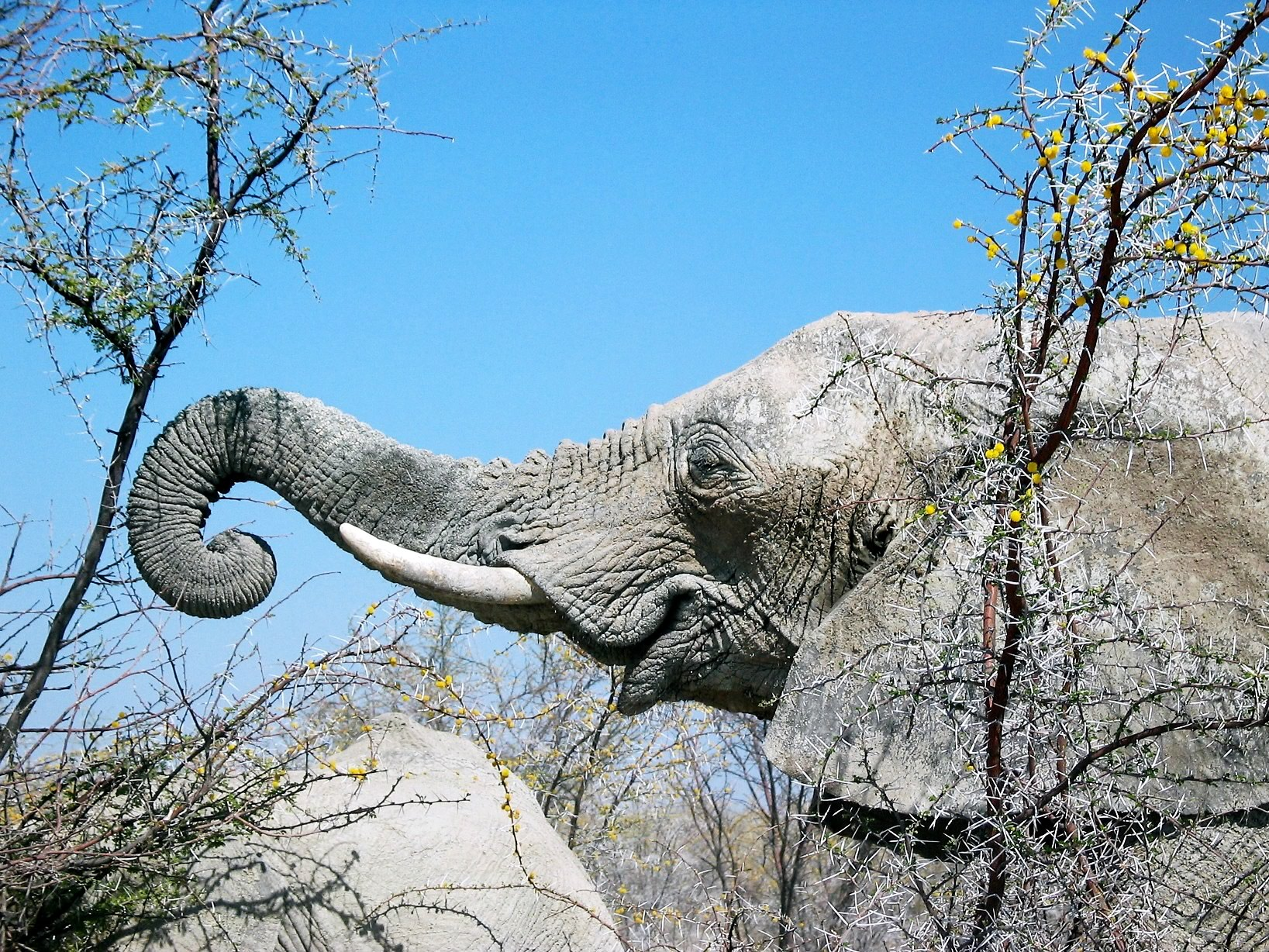
Слон объедает ветки с дерева

Питаются растительной пищей: листьями, ветвями, побегами, корой и корнями деревьев и кустарников, пропорции кормов зависят от местообитания и времени года. Во время влажного сезона большую часть рациона составляют травянистые растения вроде папируса (Cyperus papyrus) и рогоза (Typha augustifolia). Старые слоны питаются в основном болотной растительностью, которая менее питательна, но мягче, по этой причине павших слонов часто находят на болотах (отсюда пошла легенда о «кладбищах слонов», куда они приходят умирать). Слоны нуждаются в ежедневном водопое и в засушливое время года порой роют в руслах пересохших рек ямы-колодцы, куда собирается вода из водоносных слоёв. Этими водопоями пользуются не только слоны, но и другие животные, включая буйволов и носорогов. В день один слон потребляет от 100 до 300 кг пищи (5 % собственного веса) и выпивает 100—220 л воды. Лесные слоны, питающиеся плодами, обычно получают необходимую жидкость с кормом, лишь в засушливый сезон отправляясь к водоёмам. Африканские слоны также нуждаются в соли, которую находят либо на лизунцах, либо выкапывают из земли.
В поисках пищи и воды африканский слон способен проходить до 500 км, в среднем за день покрывает расстояние около 12 км. В прошлом протяжённость сезонных миграций африканских слонов достигала 300 км. Практически все миграции слонов следовали общей схеме: в начале сезона дождей — от постоянных водоёмов, в сухой сезон — обратно. Внесезонные, более короткие миграции совершались между источниками воды и пищи. Животные придерживались привычных маршрутов, оставляя после себя хорошо заметные вытоптанные тропы. В настоящее время миграции африканских слонов ограничены из-за возросшей человеческой активности, а также сосредоточения основного поголовья слонов на охраняемых территориях.

### Социальная организация

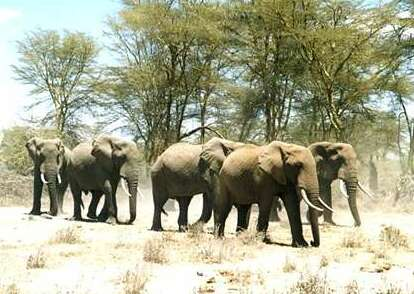
Стадо африканских слонов

Слоны не имеют постоянных мест обитания и ведут кочевой образ жизни. Путешествуют стабильными группами, которые в прежнее время достигали 400 голов. В стаде обычно 9—12 животных, принадлежащих к одной семье: старая самка (матриарх), её потомство и старшие дочери с неполовозрелыми детёнышами. Самка-матриарх определяет направление кочевья, решает, когда стаду кормиться, отдыхать или купаться. Стадом она руководит до 50—60 лет жизни, после чего ей наследует старшая по возрасту самка. Иногда семья также включает одну из сестёр матриарха и её потомство. Самцы обычно изгоняются или уходят из стада по достижении ими половой зрелости (9—15 лет), после чего ведут одиночный образ жизни, иногда собираясь во временные стада. С матриархальными семьями самцы контактируют лишь во время эструса у одной из самок. Когда семья становится слишком большой, она разделяется. Стада могут временно объединяться (Серенгети, Танзания), наблюдения показали, что некоторые семьи африканских слонов состоят в особых отношениях и значительное время проводят вместе. При объединении семей саванного слона нередки стычки между матриархами за лидерство (поэтому бивни у этого вида есть не только у самцов, но и у самок). В целом слоны общительны и не избегают друг друга.
Исследования в национальном парке Лейк-Маньяра (Танзания) показали, что отдельные семьи слонов придерживаются определённых районов, не кочуя по всему парку. Не будучи территориальными, слоны, однако, держатся своих кормовых участков, которые в благоприятных условиях варьируются от 15 до 50 км². Участки одиночных самцов значительно больше, до 1500 км². Наибольшие участки зафиксированы у слонов из Каоковельда (Намибия), где годовой уровень осадков составляет всего 320 мм: 5800—8700 км².
Общение внутри стада имеет множество форм, включая звуковые сигналы, прикосновения и разнообразные позы. Коллективное поведение включает совместную заботу о потомстве и защиту от хищников. Члены семейства крайне привязаны друг к другу. Так, когда слоны из одного семейства объединяются после нескольких дней разлуки, их встреча сопровождается церемонией приветствия, которая иногда продолжается до 10 минут. При этом слоны демонстрируют большое возбуждение: издают громкие крики, переплетают хоботы и скрещивают бивни, хлопают ушами, мочатся и т. п. Если расставание было непродолжительным, церемония сокращается до похлопывания ушами, трубных «приветствий» и прикосновений хоботом. Известны случаи, когда слоны уводили раненых сородичей от опасности, поддерживая их по бокам. Слоны, видимо, имеют некое представление о смерти — судя по поведению, они, в отличие от других животных, распознают трупы и скелеты сородичей.
Драки в стаде редки. Слоны демонстрируют доминирование и агрессию, поднимая голову и хобот, распрямляя уши, роя ногами землю, покачивая головой и совершая демонстративные атаки на противника. Схватки обычно ограничиваются толчками и скрещиванием бивней, лишь во время драк за самку самцы могут наносить друг другу серьёзные и смертельные ранения бивнями. Подчинённое положение обозначают опущенные голова и уши.

## Размножение

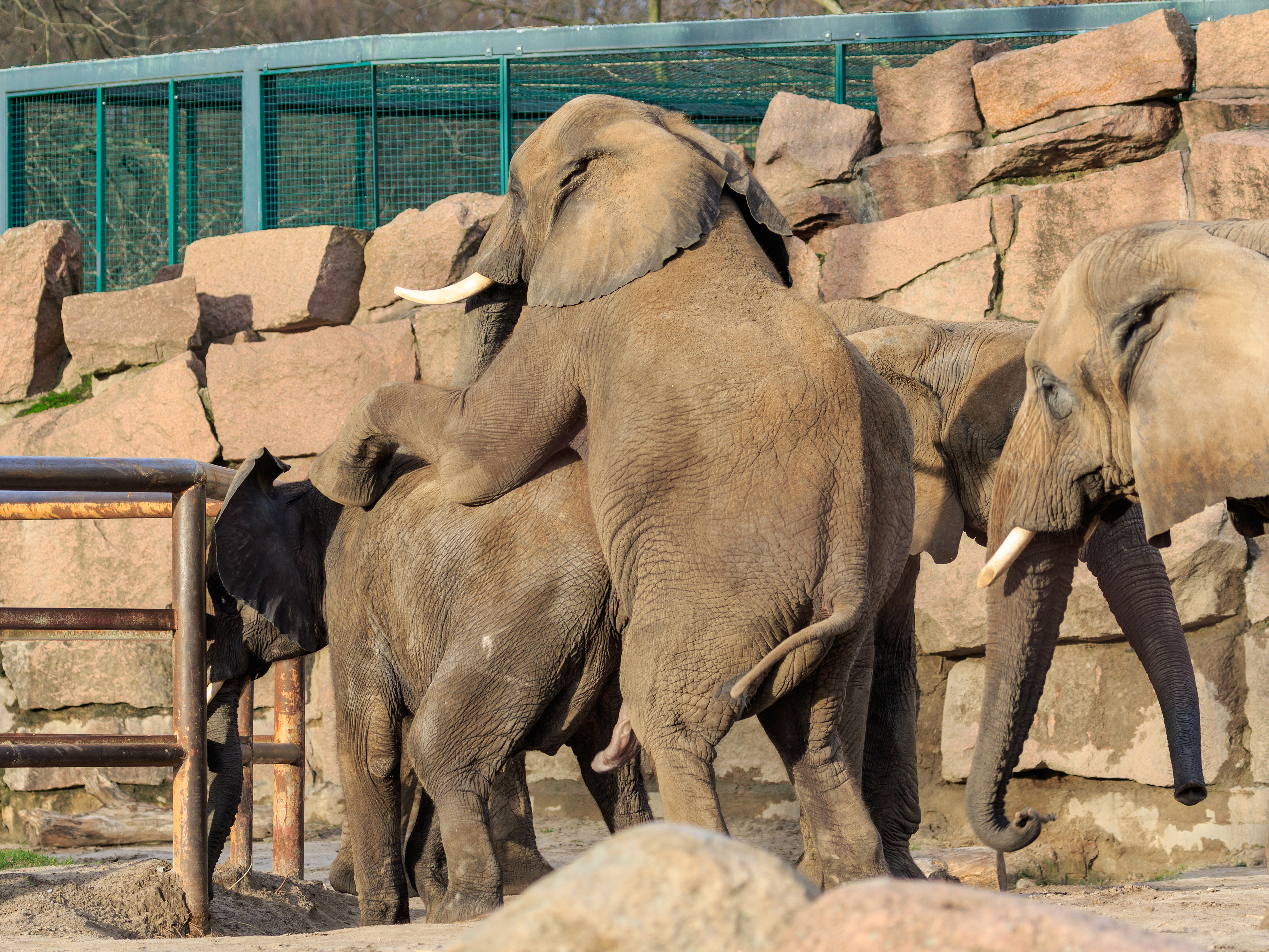
Спаривание африканских слонов

Размножение не связано с определённым сезоном, однако большинство отёлов приходится на середину сезона дождей. В засушливые периоды или в скученных условиях обитания половая активность снижается, самки не овулируют. Самцы кочуют в поисках самок, находящихся в эструсе, оставаясь с ними не более нескольких недель. Эструс у слоних продолжается около 48 часов, в это время она криками подзывает самцов. Обычно перед спариванием самец и самка на некоторое время удаляются из стада, но потом возвращаются.

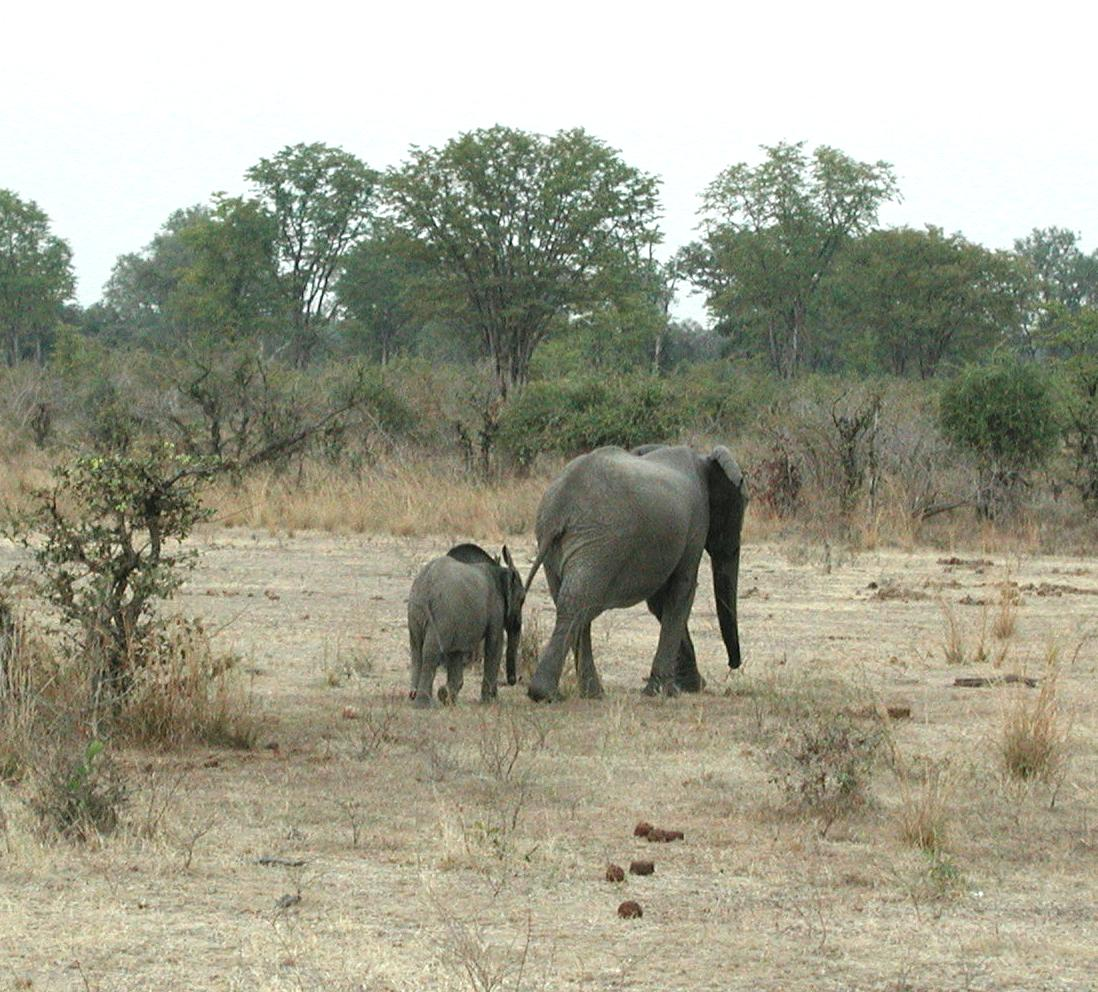
Слониха со слонёнком

Беременность у слонов самая продолжительная среди млекопитающих — 20—22 месяца. Самка приносит 1 развитого детёныша, двойни редки (всего 1—2 % родов). Новорождённый слонёнок весит 90—120 кг при высоте в плечах около 1 м, хобот у него короткий, бивней нет. Роды происходят в отдалении от остального стада, часто рожающую самку сопровождает «повитуха». Через 15—30 минут после рождения слонёнок поднимается на ноги и может следовать за матерью. До 4-летнего возраста он нуждается в материнской опеке, за ним также присматривают молодые неполовозрелые самки 2—11 лет, которые таким образом готовятся к роли матери. Исследования в Амбосели (Кения, 1992 год) показали, что, чем большее число «нянек» заботится о потомстве, тем больше детёнышей выживает. Молочное вскармливание продолжается до 1,5—5 лет, хотя твёрдую пищу детёныши начинают поедать уже в возрасте 6 месяцев и способны полностью перейти на неё к 2 годам. Роды происходят 1 раз в 2,5—9 лет, слонёнок обычно остаётся с матерью до следующих родов. Изучение слонов в национальном парке Аддо (ЮАР, 2000 год) показало, что 95 % половозрелых слоних моложе 49 лет беременны или вскармливают потомство.
Молодые самки пожизненно остаются в своём стаде, самцы покидают его по достижении половозрелости, которая обычно наступает между 10 и 12 годами. Слоны демонстрируют наибольшее разнообразие по срокам достижения половой зрелости среди млекопитающих: минимальный зафиксированный возраст у самок — 7 лет. В неблагоприятных условиях самки достигают половой зрелости в 18—19 или даже в 22 года. Пик плодовитости также сильно варьирует в зависимости от местообитания: от возраста 18—19 лет (долина р. Луангва, Замбия) до 31—35 лет (Северный Буньоро, Уганда). Слонихи остаются фертильными до 55—60 лет, в течение жизни принося 1—9 детёнышей. У самцов половая зрелость наступает в 10—12 лет, однако из-за конкуренции со старшими самцами спариваться они начинают лишь в возрасте 25—30 лет, достигая репродуктивного пика к 40—50 годам. C 25-летнего возраста самцы периодически входят в состояние муста (урду musth‎ — «опьянение»), характеризующегося повышенной агрессивностью и половой активностью.
В целом слоны демонстрируют большую репродуктивную гибкость: в неблагоприятных условиях (плохие кормовые условия, пищевая конкуренция со стороны других видов, скученность) время наступления половой зрелости удлиняется и интервал между родами увеличивается, и наоборот.

### Продолжительность жизни

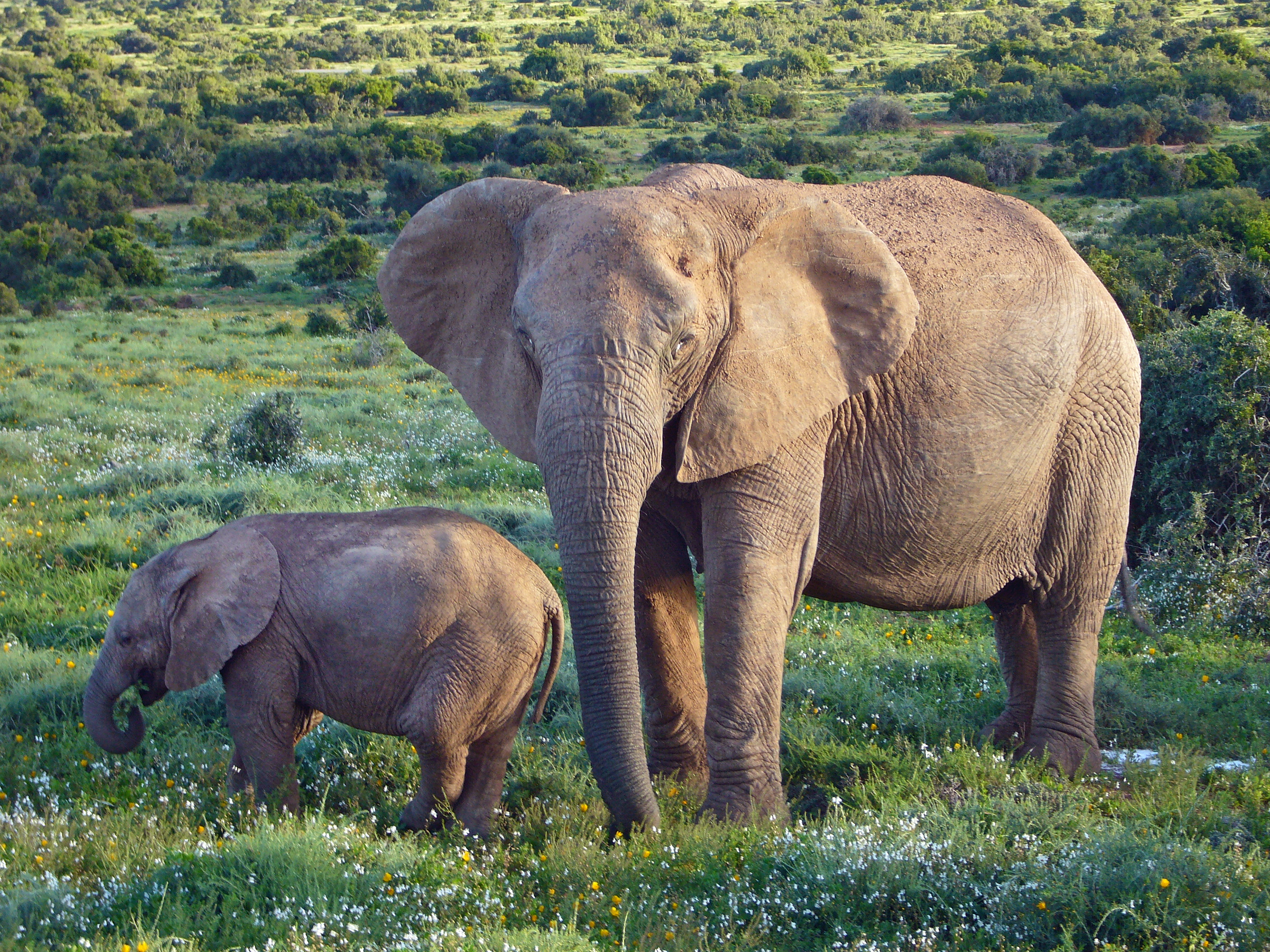
Слониха африканского слона со слонёнком

Африканские слоны доживают до 60—70 лет, на протяжении всей жизни продолжая медленно расти. В неволе их возраст достигал 80 лет. Возраст слона можно определить по его размерам (относительно матриарха стада), длине бивней и изношенности зубов. Взрослые слоны из-за своих размеров не имеют природных врагов, на слонят моложе 2 лет нападают львы, леопарды, крокодилы и изредка гиены. Известны случаи стычек слонов, особенно самцов, с носорогами и бегемотами — вероятно, за кормовую территорию. Около половины молодых слонов умирает до возраста 15 лет, далее уровень смертности в популяции падает до 3—3,5 % ежегодно и после 45 лет снова вырастает. Продолжительность жизни слона ограничена степенью изношенности его коренных зубов, когда последние зубы выпадают, слон теряет возможность нормально пережёвывать пищу и умирает от голода. Причинами смерти также становятся несчастные случаи, ранения и болезни, слоны страдают от артрита, туберкулёза и заболеваний крови (септицемия). В целом человек является единственным существом, оказывающим серьёзное воздействие на популяцию слонов.

## Роль в экосистеме
Из-за своих размеров слоны оказывают значительное воздействие на окружающую среду. Подсчитано, что для пропитания одного слона в течение года нужна растительность с площади около 5 км². При кормёжке слоны часто валят деревья, чтобы добраться до верхних веток и листьев, сдирают со стволов кору, уничтожают траву и кустарник, вытаптывают почву, что приводит к её эрозии и опустыниванию ландшафта. На месте уничтожаемой ими древесной и кустарниковой растительности возникают сухие злаковые степи, непригодные для травоядных животных и самих слонов. В то же время слоны способствуют рассеиванию семян растений, которые проходят через их пищеварительный тракт непереваренными, — в частности, африканского баклажана (Solanum aethiopicum). В ямах, вырытых слонами в поисках соли, находят убежище многие мелкие животные.
В прошлом протяжённость ежегодных миграций слонов достигала многих сотен километров, и повреждённая растительность успевала восстановиться. Однако в настоящее время, когда миграции слонов сильно ограничены  хозяйственной деятельностью человека и сосредоточением значительной части слонов в национальных парках, их растущая популяция может наносить серьёзные повреждения растительности.

## Численность и статус популяции

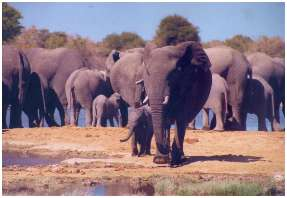
На водопое

Сокращение численности африканских слонов связано с тремя основными факторами:
- опустыниванием земель, в частности приведшим к исчезновению вида из Северной Африки и Сахары;
- истреблением слонов ради слоновой кости, что служило основной причиной их смертности на протяжении многих веков;
- вытеснением слонов людьми, приобретшим особое значение в период современного бурного роста населения, а также с деградацией природных местообитаний в целом, антропогенным давлением на окружающую среду (особенно с сельскохозяйственным освоением земель), нестабильной гражданской обстановкой внутри стран Африки и т. п.

Достоверные данные о численности африканских слонов до 1970-х годов отсутствуют, её оценка затруднена из-за размеров их ареала и разнообразия местообитаний. Приводимые ниже оценки во многом являются приблизительными:
- На начало XIX века: до 27 000 000 слонов;
- Середина XIX века: менее 10 000 000;
- 1930: 5 000 000—10 000 000;
- 1976—1979: 1 341 000;
- 1987: 764 000;
- 1989: максимум 609 000;
- 1991: 549 000—652 000;
- 1995: 286 000—580 000;
- 1998: 302 000—487 000;
- 2002: 402 000—660 000.[16]
- 2016: 352 271[17][18] саванных слонов

Общая численность в настоящее время имеет тенденцию к сокращению, из-за роста численности населения Африки, браконьерства и изъятия природных угодий под пастбища и посевы. С 2006 по 2016 годы численность африканского саванного слона сократилась примерно на 30 % (на 110 000 особей). Общая численность африканских саванных и лесных слонов в 2016 году составила около 415 000 особей , из них 352 271 - саванных слонов. 
В течение XX века численность слонов:
- в Восточной Африке была максимальной в конце 1960-х — начале 1970-х годов,
- в Западной Африке резко сократилась в начале века и остаётся на низком уровне,
- в Южной Африке наиболее низкой была в начале века и с тех пор стабильно увеличивается,
- данных по численности слонов в Центральной Африке до 1977 года нет, предположительно она сократилась.[19]

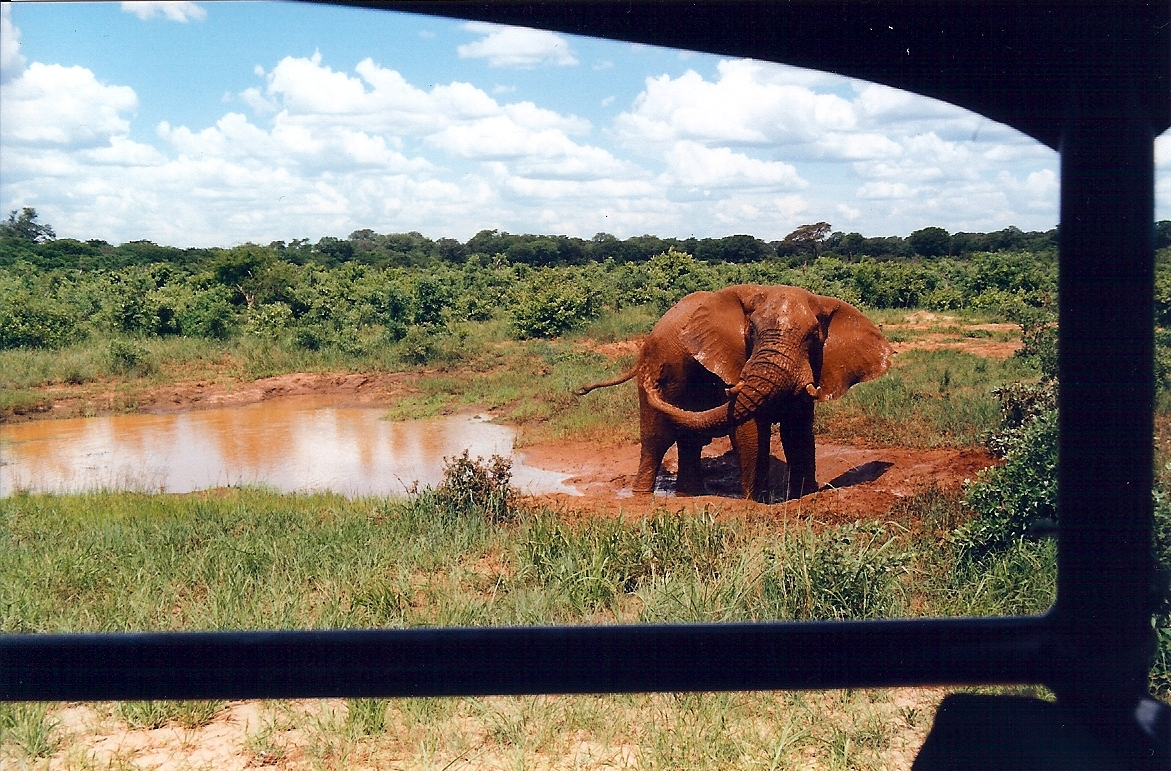
В национальном парке Хванге, Зимбабве

Африканский слон встречается в следующих странах (в скобках даны примерные оценки численности на 2002 год): Сенегал (2—50), Гвинея-Бисау (0—35), Гвинея (0—250), Мали (320—380), Сьерра-Леоне (0—200), Либерия (0—1700), Кот-д’Ивуар (60—1100), Гана (500—2400), Буркина-Фасо (2000—3900), Того (4—120), Бенин (1100—2100), Нигер (140—660), Нигерия (480—1120), Камерун (138 (на 2016 год)), Чад (2000—4500), ЦАР (3000—7400), Судан (20—300), Эфиопия (400—1700), Эритрея (80—120), Сомали (0—70), Республика Конго (430—27 500), Демократическая Республика Конго (7700—62 800), Экваториальная Гвинея (0—300), Габон (0—81 000), Ангола (40—250), Намибия (7800—11 500), Кения (22 000—29 000), Уганда (2100—2700), Руанда (34—100), Танзания (92 000—130 000), Малави (650—3900), Замбия (12 500—27 300), Мозамбик (11 600—24 400), Зимбабве (82 000—96 000), Ботсвана (101 000—143 100), Свазиленд (39), ЮАР (14 100—14 900). По состоянию на 2016 год, наиболее крупная популяция сохранилась в Ботсване - 130 000 особей.
На протяжении многих веков слонов добывали ради мяса и шкур, а также ради слоновой кости (бивней). После появления в Африке европейцев, вооружённых огнестрельным оружием, количество ежегодно убиваемых ради бивней и иных трофеев слонов стало исчисляться тысячами. К 1880 году, когда торговля слоновой костью достигла своего апогея, ежегодно убивалось до 70 000 слонов. Однако уже в 1913 году это число сократилось до 10 000, а в 1920—1928 гг. — до 6000 голов. Слоны становились всё более редкими, лучше всего они сохранились в труднодоступных болотистых местностях по долинам верхнего Нила и Конго, в саваннах были практически истреблены. К 1980 году популяция слонов, в начале XX века исчислявшаяся несколькими миллионами голов, составляла всего 700 000 голов, за 1980-е годы она сократилась ещё вдвое. По предварительным подсчётам такими темпами слоны должны были вымереть к 1995 году. В 1988 году охота на африканских слонов и торговля слоновой костью были официально полностью запрещены, и создана сеть национальных парков и заповедников (преимущественно в Восточной Африке).
Мероприятия по охране благотворно сказались на слонах — их численность стала расти, при благоприятных условиях давая 4—7 % годового прироста. Так, в Национальном парке Крюгера (ЮАР) в 1898 году проживало всего 10 слонов, в 1931 году — 135, в 1958 году — 995, в 1964 году — 2374, в настоящее же время численность слонов исчисляется 12 000. Местами критически возросшее количество слонов на ограниченных территориях заставляет прибегать к их плановому отстрелу на законных основаниях (отбраковке), а также к применению средств контрацепции и стерилизации и отселению части поголовья в другие заповедники. Численность слонов также сокращают, уничтожая искусственные водоёмы, устроенные в засушливых частях некоторых национальных парков, вследствие чего слоны уходят за границы парка. Лицензированная спортивная охота на слонов разрешена в ряде стран, экспортные квоты CITES на спортивные трофеи имеют следующие страны: Ботсвана, Габон, Зимбабве, Камерун, Мозамбик, Намибия, Танзания, ЮАР (IUCN 2004 год), охота проводится в специализированных охраняемых заказниках охотничьей фауны.
В апреле 2024 года президент Ботсваны Мокветси Масиси в ответ на предложение немецких властей ограничить импорт охотничьих трофеев из страны заявил, что в ответ может отправить в Германию 20 тысяч слонов. 
В 2004 году статус африканского слона в списках Международной Красной книги был изменён с «вымирающий вид» (Endangered) на «уязвимый» (Vulnerable), однако благодаря не столько его реальным изменениям, сколько возможности более-менее точно оценить численность и распределение слонов. Африканский слон занесён в Приложение I Конвенции по международной торговле вымирающими видами дикой фауны и флоры (CITES).

### Пустынные слоны

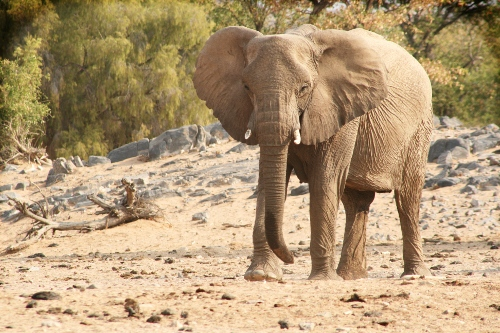
Пустынный слон в Намибии

В пустынях на северо-западе Намибии в области Кунене, где расположен Берег Скелетов, а также на территории Мали обитают изолированные популяции саванных слонов, так называемые пустынные слоны, которых некоторые учёные иногда выделяют в отдельный подвид.

## Значение для человека

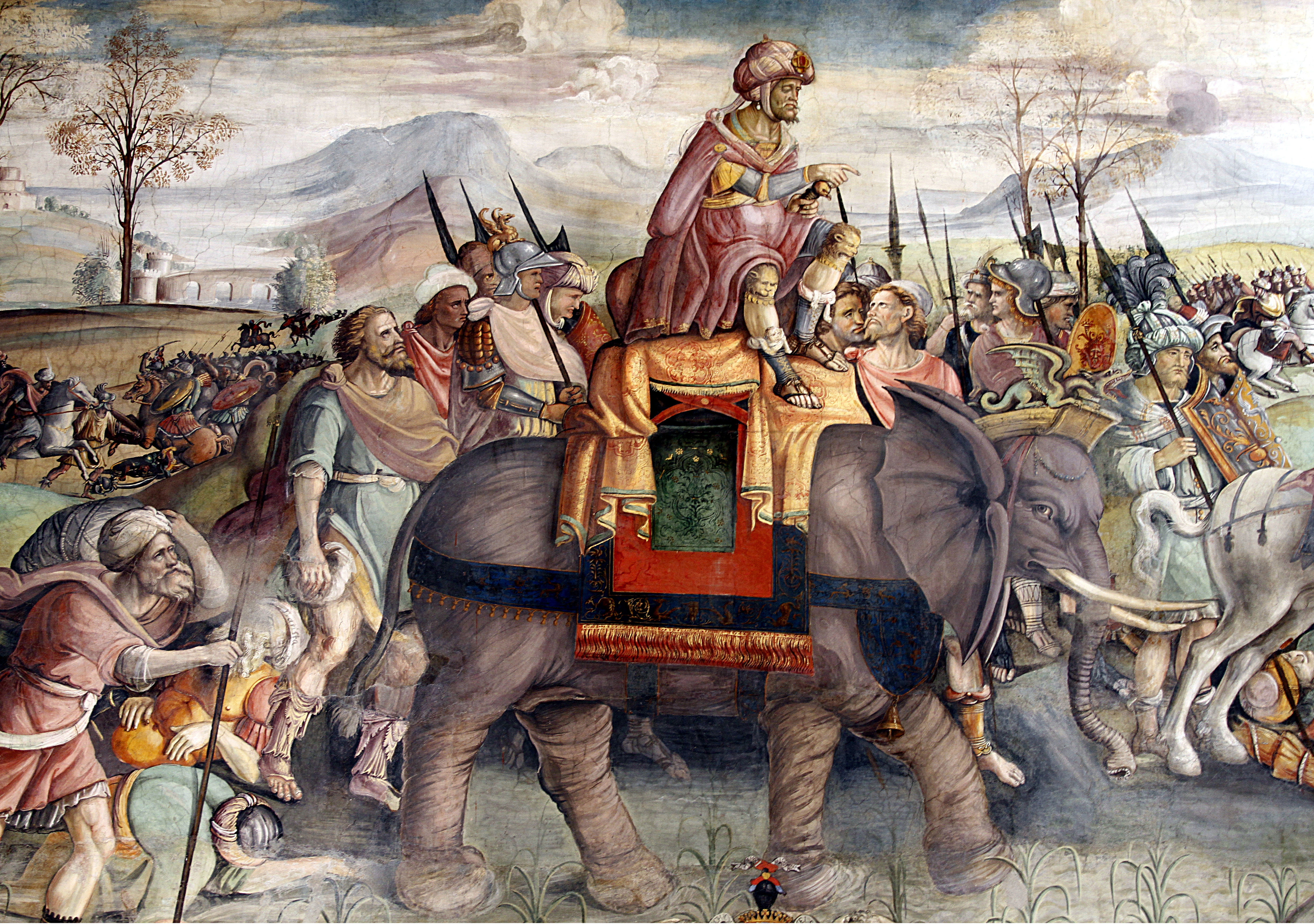
Использование африканских слонов Ганнибалом

Первые встречи людей с африканскими слонами зафиксированы в наскальной живописи, обнаруженной на территории Сахары, она датируется 11 000—5000 годами до н. э. Несмотря на то, что африканские слоны умны и способны к обучению, люди использовали их труд гораздо реже по сравнению с азиатскими. Приручение африканских слонов в военных целях практиковалось при Птолемидах в Египте (285 год до н. э., Птолемей II). Полибий упоминает об их худших боевых качествах по сравнению с индийскими слонами, использовавшимися Селевкидами. Ганнибал использовал в своём походе на Рим 37 африканских слонов, водившихся в то время в Северной Африке между Магрибом и устьем Нила (иногда их выделяют в отдельный вымерший вид Loxodonta pharaonensis, карфагенский слон). Эти слоны отличались от саванных слонов меньшими размерами и более мирным нравом. С 1900 года в Бельгийском Конго проводились работы по приручению африканского слона, которые, однако, не получили большого практического приложения. На территории Национального парка Гарамба (сейчас Демократическая Республика Конго) в 1920 году была создана единственная в Африке станция по приручению слонов в Гангала-на-Бодио, просуществовавшая до конца 1970-х годов.  Предпринимаются попытки восстановить работу станции, для использования слонов в туристических целях. 
В настоящее время слоны — в основном объект экотуризма (фотосафари) и спортивной охоты (сафари). В то же время исторически слон был ценным промысловым животным. Помимо мяса и бивней утилизировались все части его тела — шкура, кости и даже кисточка на конце хвоста. Мясо слона используется в пищу в свежем и вяленом виде. Из костей изготавливали костную муку, из ног — своеобразные корзины для мусора или табуреты. Из жёстких, похожих на проволоку хвостовых волос местные жители плетут браслеты. Особым спросом пользовалась слоновая кость, изделия из которой известны с доисторических времён. С 1860 по 1930 год ежегодно убивалось 25 000—100 000 слонов, чьи бивни шли преимущественно на изготовление клавиш для пианино, бильярдных шаров и различные поделки. Сокращение добычи слоновой кости было вызвано не только падением численности слонов, но и ограничением их отстрела, особенно после заключения в 1933 году Лондонской конвенции по охране фауны Африки. Позже, в 1965—1968 годах, была подготовлена новая Африканская конвенция по охране природы и природных ресурсов, подписанная 38 африканскими государствами и вступившая в силу в июле 1969 года. Снижение интенсивности добычи слонов наряду с созданием крупных национальных парков и резерватов в 1930—1950 годах положительно сказалось на численности этих животных. Кроме того, благодаря развитию производства пластмасс в 1940-х годах спрос на слоновую кость заметно упал. Несмотря на это, слоновая кость до сих пор пользуется спросом и является объектом браконьерской добычи, которая в некоторых местностях составляет серьёзную проблему. С 1997 года в трёх странах (Ботсвана, Намибия, ЮАР) введён контролируемый сбыт слоновой кости, причём часть выручки от продаж идёт на охранные мероприятия по защите слонов. С 1989 года 188 государствами - участниками СИТЕС введён полный запрет на торговлю слоновой костью в мире, но в 2008 году в Ботсване, Намибии, Южной Африке и Зимбабве, где поголовье слонов относительно стабильно, были проведены контролируемые правительством аукционы по продаже 100 тонн слоновой кости, конфискованной у браконьеров за прошедшие 10 лет, с целью пополнения природоохранных бюджетов этих стран. В 2019 году пять африканских стран снова потребовали временно снять запрет на продажу слоновой кости, большая часть слоновой кости нелегально продаётся в страны Восточной Азии.
Несмотря на то, что африканские слоны обычно не угрожают людям, ежегодно происходит некоторое количество инцидентов. Так, в Кении в 1990—1993 годах слонами было убито 108 человек, в Зимбабве с 1982 по 1989 год — 500 человек.

## Ископаемые представители рода
- † L. a. pharaohensis — североафриканский слон[29]
- † L. adaurora[30]

† L. a. adaurora
† L. a. kararae
- † L. atlantica[31]

† L. a. angammensis
† L. a. atlantica
- † L. exoptata[32]